# Широкое Саргассово море (фильм)
«Широ́кое Сарга́ссово мо́ре» (англ. Wide Sargasso Sea) — британская экранизация романа Джин Рис «Антуанетта». Писательница задумала данный рассказ как приквел к роману «Джейн Эйр». Фильм снят британской независимой компанией Kudos Film and Television для BBC Cymru Wales. Первый показ 90-минутной драмы состоялся 9 октября 2006 года по телеканалу BBC Four.

## Сюжет
Эдвард — второй сын своего отца, поэтому после кончины того имение Торнфилд-Холл унаследует его старший брат. Будущее молодого человека полностью зависит от его стараний. Рочестер прибывает на Ямайку, где его скоро знакомят с Бертой Антуанеттой Косуэй-Мейсон — красивой девушкой с внушительным приданым. Он намеревается жениться на ней. Лишь после свадьбы юноша узнаёт о её семейной трагедии, согласно которой женщины рода Косуэй с возрастом повреждаются в рассудке. Их отношения становятся натянутыми, и вскоре Рочестер решает увезти свою супругу в Англию, где он начнёт новую жизнь без неё…

## В ролях
- Ребекка Холл — Берта Антуанетта Косуэй-Мейсон
- Рэйф Сполл — Эдвард Рочестер
- Нина Сосанья — Кристофина
- Виктория Хэмилтон — тётушка Кора
- Фрейзер Эйрс[англ.] — Дэниел
- Лоррейн Берроуз — Амелия
- Алекс Робертсон — Ричард Мейсон
- Карен Мигер[англ.] — Грейс Пул